# Kotlina Ciuc

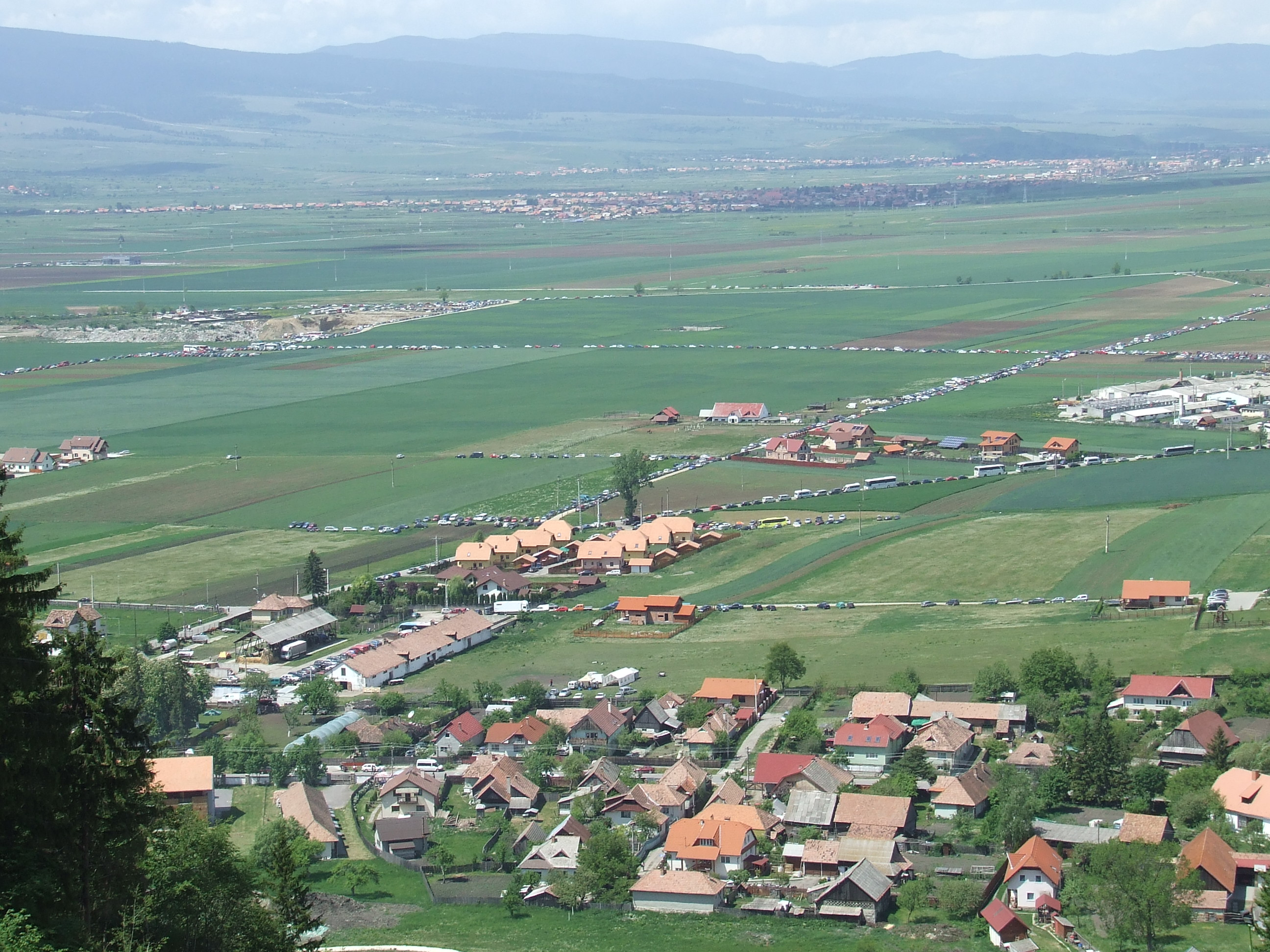
Kotlina Ciuc w rejonie Miercurea-Ciuc

Kotlina Ciuc (523.72; rum. Depresiunea Ciucului, węg. Csíki-medence) – kotlina śródgórska, usytuowana w południowej części Karpat Wschodnich w Rumunii.

## Położenie
Rozciąga się w osi północ-południe wzdłuż doliny górnego biegu Aluty, która ma swe źródła kilkanaście kilometrów na północ od kotliny, w pobliżu przełęczy Bicaz (rum. Pasul Pângărați; 1256 m n.p.m.). Długość kotliny wynosi ponad 50 km, szerokość 2-10 km, powierzchnia około 300 km². Od zachodu ograniczają ją Góry Harghita, od wschodu Góry Czukaskie (Góry Ciuc) i południowy kraniec Gór Hășmaș.

## Charakterystyka
Kotlina Ciuc jest pochodzenia erozyjno-tektonicznego. Powstała na pograniczu wulkanicznych masywów Wewnętrznych Karpat Wschodnich oraz fliszowych Zewnętrznych Karpat Wschodnich. W linii starszego uskoku tektonicznego następowała intensywna erozja rzeczna, prowadzona przez Alutę i jej dopływy: Racu, Pusnic, Cozmeni, Segheș, Beta. W jej wyniku kotlina była poszerzana, a jej dno zasypywane osadami aluwialnymi. Kotlina dzieli się w naturalny sposób na trzy mniej więcej równe części, wyznaczane przez dwa wyraźne przewężenia, w rejonie miejscowości Racu na północy oraz Jigodin na południu. Powstały one na skutek odcięcia przez Alutę i pozostawienia na jej wschodnim brzegu fragmentów wulkanicznych skał pasma Harghity. W górnej części (zwanej Ciucul de Sus) dominuje jeszcze rzeźba pagórkowata, w środkowej (Ciucul de Mijloc) i dolnej (Ciucul de Jos) wyróżniają się już 2-3 dość szerokie terasy meandrującej Aluty, liczne stożki napływowe utworzone przez jej dopływy, a dno pokrywają szerokie, podmokłe łąki lub nawet bagna. U podnóży gór Harghita liczne są źródła mineralne.

## Klimat
Kotlina Ciuc, ze względu na swoje położenie, posiada specyficzny klimat, charakteryzujący się wysokimi częstotliwościami występowania zjawisk pogodowych oraz długimi okresami nocnych i zimowych inwersji temperatur. Z tego powodu kotlina należy do najzimniejszych i najbardziej mokrych regionów kraju, zarówno latem, jak i zimą.

## Historia
Tereny kotliny były zamieszkane przez człowieka już w epoce żelaza. Na przełomie er przebywali tu Dakowie, o czym świadczą odnalezione w Jigodin pozostałości fortyfikacji dackich z I w. i srebrny skarb dacki z Sâncrăieni. Od XIII-XIV w. teren kotliny zasiedlany był przez władców Węgier węgierskojęzycznymi Szeklerami. Głównym miastem w kotlinie jest Miercurea-Ciuc – stolica Okręgu Harghita, gospodarczo-kulturalne centrum Seklerszczyzny.
Wzdłuż osi kotliny biegnie ważna linia kolejowa z doliny Maruszy do Braszowa. W kotlinie odgałęzia się od niej linia kolejowa, prowadząca przez przełęcz Ghimeș do doliny Seretu w rumuńskiej Mołdawii.